# Marcel
Marcel je mužské křestní jméno latinského původu. Je odvozeno od jména Marcellus, které je zdrobnělinou jména Marcus. Obě jména jsou odvozena od jména římského boha války Marta. Význam jména Marcel lze přeložit jako „malý bojovník“. Jména stejného původu jsou Martin a Marek.

## Statistické údaje
Následující tabulka uvádí četnost jména v ČR a pořadí mezi mužskými jmény ve srovnání dvou roků, pro které jsou dostupné údaje MV ČR – lze z ní tedy vysledovat trend v užívání tohoto jména:
| Rok       | Četnost   | Pořadí      |
| 1999      | 8372      | 72.         |
| 2002      | 8468      | 72.         |
| Porovnání | o 76 více | žádná změna |
| 2006      | 8867      | 71.         |

Změna procentního zastoupení tohoto jména mezi žijícími muži v ČR (tj. procentní změna se započítáním celkového úbytku mužů v ČR za sledované tři roky 1999–2002) je +1,7 %.

### Jmeniny
Podle českého občanského kalendáře má Marcel svátek 12. října.

## Známí Marcelové

### Svatí otcové
- Papež Svatý Marcel I.
- Papež Marcel II.

### Ostatní
- Marcel Dassault - francouzský letecký konstruktér, politik a podnikatel
- Marcel Duchamp – francouzský výtvarník a designér
- Marcel Forgáč – slovenský moderátor
- Marcel Franz – britský astronom
- Marcel Géry - československý a kanadský plavec
- Marcel Granollers - španělský tenista
- Marcel Hossa - slovenský hokejista
- Marcel Lefebvre - francouzský arcibiskup
- Marcel Lička - český fotbalista a trenér
- Marcel Marceau - francouzský mim a herec
- Marcello Mastroianni – italský herec
- Marcel Mauron - švýcarský fotbalista
- Marcel Pagnol – francouzský francouzský dramatik
- Marcel Pipek – český paralympionik
- Marcel Proust – francouzský spisovatel
- Marcel Renault – francouzský automobilový konstruktér a závodník
- Marcel Sakáč - slovenský hokejový brankár
- Svatý Marcellinus – papež
- Marcello Calvitti – mistr Evropy v Kickboxu 2011

### Příjmení
- Gabriel Marcel, francouzský filosof